# Chinhoyi
Chinhoyi (nekoć Sinoia) glavni je grad zimbabveanske pokrajine Mashonaland West. Smješten je 110 km sjeverozapadno od Hararea, na oko 1150 mnm. Gradom protječe rijeka Hunyani što, zahvaljujući brojnim kanalima za navodnjavanje, pogoduje razvoju ratarstva, posebice uzgoju duhana i kukuruza. U okolici grada nalaze se brojni rudnici, od kojih su najznačajniji oni bakra. Vapnenačke špilje Chinhoyi smještene su 8 km zapadno od grada i turistička su atrakcija. U gradu se nalaze i dva sveučilišta: Tehnološko sveučilište u Chinhoyiju te Otvoreno zimbabveansko sveučilište.
Chinhoyi je 2002. imao 49.330 stanovnika, čime je bio 11. po veličini grad Zimbabvea.